# 빈센트 마젤로
빈센트 마젤로(Vincent Marzello, 1951년 7월 4일 ~ 2020년 3월 31일)는 미국의 배우, 텔레비전 배우이다.
브루클린에서 태어났으며 런던에서 향년 69세로 사망하였다.

## 영화
- 플래닛 51 (2009년)
- 하트리스 (2005년)
- 망가 라티나 킬러 (2005년)
- 사랑에 빠지는 아주 특별한 법칙 (2004년)
- 마이크 바셋 (2001년)
- 잭과 콩나무 (2001년)
- 벨벳 골드마인 (1998년) - 미국 리포터1 역
- 아더 왕궁의 소년 (1995년)
- 돌아오지 않은 Kal 007기 (1989, Coded Hostile)
- 오너 바운드 (1988년)
- 애플시드 (1988년)
- 007 네버 세이 네버 어게인 (1983년)
- 아이크 (1979년)
- 슈퍼맨 (1978년)
- 007 나를 사랑한 스파이 (1977년)